# Красников, Сергей Владиленович
Серге́й Владиле́нович Кра́сников (1961–2024) — российский физик, доктор физико-математических наук, выпускник ЛГУ. Получил известность благодаря вкладу в теоретическую физику, в частности разработке и математическому моделированию трубы Красникова, а также её влияния на принцип причинности, замкнутые времениподобные линии и сверхсветовое движение.

## Биография
С.В. Красников окончил ЛГУ им. А.А. Жданова (физический факультет, кафедра теории ядра и элементарных частиц — ныне физики высоких энергий и элементарных частиц) в 1985 году.
В 1987—1990 годах преподавал в ВМИРЭ им. А. С. Попова.
С 1990 года до конца жизни работал в Пулковской обсерватории (старший научный сотрудник лаборатории физики звёзд ГАО РАН), где в 1992 году защитил кандидатскую диссертацию под руководством Ю. Н. Гнедина, а в 2014 году — докторскую диссертацию.
В 2000–2001 годах он работал в бельгийской лаборатории StarLab NV/SA в качестве научного руководителя проекта по оценке достижимости путешествий во времени в нормальных физических условиях. 

## Основные работы

### Монографии
- Красников С. В. Некоторые вопросы причинности в ОТО: «машины времени» и «сверхсветовые перемещения». — М.: Ленанд, 2015. — ISBN 978-5-9710-2216-9.
- Пространства-времена с нестандартными причинными свойствами. Докторская диссертация

### Статьи
- What is faster — light or gravity? (англ.). — 2014. — arXiv:1408.6813.
- Yet another proof of Hawking and Ellis's Lemma 8.5.5 (англ.). — 2014. — arXiv:1407.0340.
- Time machines with the compactly determined Cauchy horizon (англ.) // Phys.Rev.. — 2014. — Vol. D90. — P. 024067. — doi:10.1103/PhysRevD.90.024067. — arXiv:1405.2277.
- The speed of gravity in general relativity (англ.) // Gravitation and Cosmology. — 2011. — Vol. 17. — P. 194—197. — doi:10.1134/S0202289311020150. — arXiv:1009.1761.
- No to censorship! Comment on the Friedman-Schleich-Witt theorem (англ.) // Gravitation and Cosmology. — 2013. — Vol. 19. — P. 54. — arXiv:1007.4167.
- Quasiregular singularities taken seriously (англ.) // Proceedings of science: 5th International School on Field theory and gravitation. — 2009. — arXiv:0909.4963.
- Even the Minkowski space is holed (англ.) // Phys.Rev.. — 2009. — Vol. D79. — P. 124041. — doi:10.1103/PhysRevD.79.124041. — arXiv:0903.3991.
- Gravitational strings. Do we see one? (англ.) // Gravitation and Cosmology. — 2009. — Vol. 15. — P. 62—64. — doi:10.1134/S0202289309010150. — arXiv:0811.1337.
- Falling into the Schwarzschild black hole. Important details (англ.) // Gravitation and Cosmology. — 2008. — Vol. 14. — P. 362. — doi:10.1134/S0202289308040129. — arXiv:0804.3619.
- Electrostatic interaction of a pointlike charge with a wormhole (англ.) // Classical and Quantum Gravity. — 2008. — Vol. 25, no. 24. — P. 245018. — doi:10.1088/0264-9381/25/24/245018. — arXiv:0802.1358.
- Unconventional string-like singularities in flat spacetime (англ.) // Phys.Rev.. — 2007. — Vol. D76. — P. 024010. — doi:10.1103/PhysRevD.76.024010. — arXiv:gr-qc/0611047.
- Сверхсветовые перемещения в (полу)классической ОТО. — 2006. — arXiv:gr-qc/0603060.
- Evaporation induced traversability of the Einstein—Rosen wormhole (англ.) // Phys.Rev.. — 2006. — Vol. D73. — P. 084006. — doi:10.1103/PhysRevD.73.084006. — arXiv:gr-qc/0507079.
- What does the Letelier-Gal'tsov metric describe? (англ.) // Classical and Quantum Gravity. — 2006. — Vol. 23, no. 2. — P. 573. — doi:10.1088/0264-9381/23/2/N02. — arXiv:gr-qc/0502090.
- Counter example to a quantum inequality (англ.) // Gravitation and Cosmology. — 2006. — Vol. 46. — P. 195. — arXiv:gr-qc/0409007.
- The quantum inequalities do not forbid spacetime shortcuts (англ.) // Phys.Rev.. — 2003. — Vol. D67. — P. 104013. — doi:10.1103/PhysRevD.67.104013. — arXiv:gr-qc/0207057.
- No time machines in classical general relativity (англ.) // Classical and Quantum Gravity. — 2002. — Vol. 19, no. 15. — P. 4109. — doi:10.1088/0264-9381/19/15/316. — arXiv:gr-qc/0111054.
- The time travel paradox (англ.) // Phys.Rev.. — 2002. — Vol. D65. — P. 064013. — doi:10.1103/PhysRevD.65.064013. — arXiv:gr-qc/0109029.
- Toward a Traversable Wormhole (англ.). — 2000. — arXiv:gr-qc/0003092.
- A traversable wormhole (англ.) // Phys.Rev.. — 2000. — Vol. D62. — P. 084028. — doi:10.1103/PhysRevD.62.084028. — arXiv:gr-qc/9909016.
- Quantum field theory and time machines (англ.) // Phys.Rev.. — 1999. — Vol. D59. — P. 024010. — doi:10.1103/PhysRevD.59.024010. — arXiv:gr-qc/9802008.
- Time Machines with Non-compactly Generated Cauchy Horizons and «Handy Singularities» (англ.). — 1997. — arXiv:gr-qc/9711040.
- A singularity-free WEC-respecting time machine (англ.) // Classical and Quantum Gravity. — 1998. — Vol. 15, no. 4. — P. 997—1003. — doi:10.1088/0264-9381/15/4/020. — arXiv:gr-qc/9702031.
- Paradoxes of time travel (англ.). — 1996. — arXiv:gr-qc/9603042.
- Hyperfast Interstellar Travel in General Relativity (англ.) // Phys.Rev.. — 1998. — Vol. D57. — P. 4760—4766. — doi:10.1103/PhysRevD.57.4760. — arXiv:gr-qc/9511068.
- Causality violation and paradoxes (англ.) // Phys.Rev.. — 1997. — Vol. D55. — P. 3427. — doi:10.1103/PhysRevD.55.3427.
- On the Quantum Stability of the Time Machine (англ.) // Phys.Rev.. — 1996. — Vol. D54. — P. 7322—7327. — doi:10.1103/PhysRevD.54.7322. — arXiv:gr-qc/9508038.
- New Astrophysical Constraints on the Light-Pseudoscalar–Photon Coupling (англ.) // Phys. Rev. Lett.. — 1996. — Vol. 76. — P. 2633. — doi:10.1103/PhysRevLett.76.2633.
- On the classical stability of a time machine (англ.) // Classical and Quantum Gravity. — 1994. — Vol. 11, no. 11. — P. 2755. — doi:10.1088/0264-9381/11/11/016.
- Topology change without any pathology (англ.) // General Relativity and Gravitation. — 1995. — Vol. 27, no. 5. — P. 529—536. — doi:10.1007/BF02105077.
- Time machine (1988-2001) (англ.). — 2002. — arXiv:gr-qc/0305070.
- The wormhole hazard (англ.). — 2002. — arXiv:gr-qc/0302107.